# Viltig kruiskruid
Viltig kruiskruid (Jacobaea erucifolia, synoniem: Senecio erucifolius) is een plantensoort uit de composietenfamilie. De soort komt van nature voor in de gematigde streken van Europa en is in Nieuw-Zeeland ingeburgerd. Viltig kruiskruid staat op de Nederlandse Rode Lijst van 2012 als algemeen voorkomend, maar matig afgenomen. Net zoals alle andere in Nederland voorkomende kruiskruiden bevatten alle delen van de plant giftige pyrrolizidine-alkaloïden.
De omwindselbladeren (schubachtige bladen die het bloemhoofdje omgeven) van viltig kruiskruid hebben meestal geen zwarte top zoals Jakobskruiskruid en de bladeren zijn wat anders van vorm (iets minder complex ingesneden) en hebben vaak een enigszins omgekrulde bladrand. Ze zijn diep één- of tweevoudig veerdelig met lijnvormige bladslippen. De plant maakt een bladrozet, is overjarig en heeft soms uitlopers. De rozetbladeren zijn gesteeld. De rechtopstaande, meestal groene stengels zijn in het jone stadium spinragachtig behaard.
Viltig kruiskruid bloeit van eind juli t/m september met gele bloemen, die in smalle, schermvormige pluimen zitten. Het 12–15 mm grote hoofdje heeft twaalf tot vijftien lintbloemen. Het klokvormige omwindsel heeft een krans van vier tot zes omwindselbladen.
Ze groeit graag op vochtige kalkhoudende grond, vooral op beplante dijken en slootkanten. Viltig kruiskruid verspreidt zich ook door wortelstokken met uitlopers waar weer jonge plantjes uit groeien. Ook verspreiden ze zich door zaad. De vrucht is een dicht behaard nootje met vuilwit vruchtpluis.

## Ecologie
Rupsen (ook die van de Jakobsvlinder) worden door tal van geleedpotigen geconsumeerd, bijvoorbeeld mieren.
De Jakobsvlinder zet geen eitjes af in de buurt van nesten van bijvoorbeeld de rode bosmier tenzij kruiskruid schaars is geworden. Luizen daarentegen worden "bewaakt" door mieren, de mieren leven van de wat zoete ontlasting van de bladluizen. Bladluizen zoeken planten op met een laag alkaloïdegehalte, de in haar kielzog verschijnende mieren houden deze planten vrij van andere consumenten.
Het gevolg is dat in jaren met veel kaalvraat door luizen alkaloïde-arme exemplaren van kruiskruid in het voordeel zijn (zebrarupsen doen meer schade dan luizen), maar in rupsarme jaren in het nadeel. Spreiding in het alkaloïdegehalte betekent dus ook risicospreiding voor de plant.

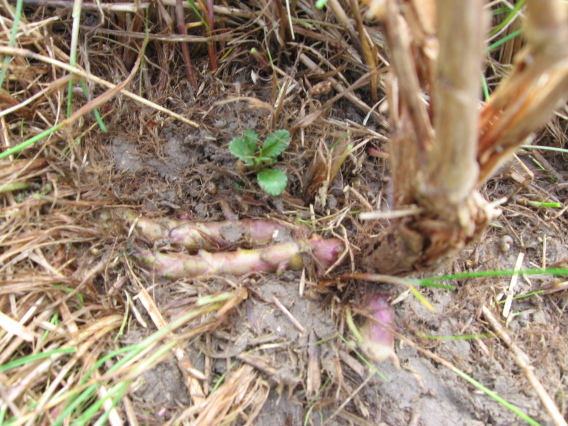
Wortelstok
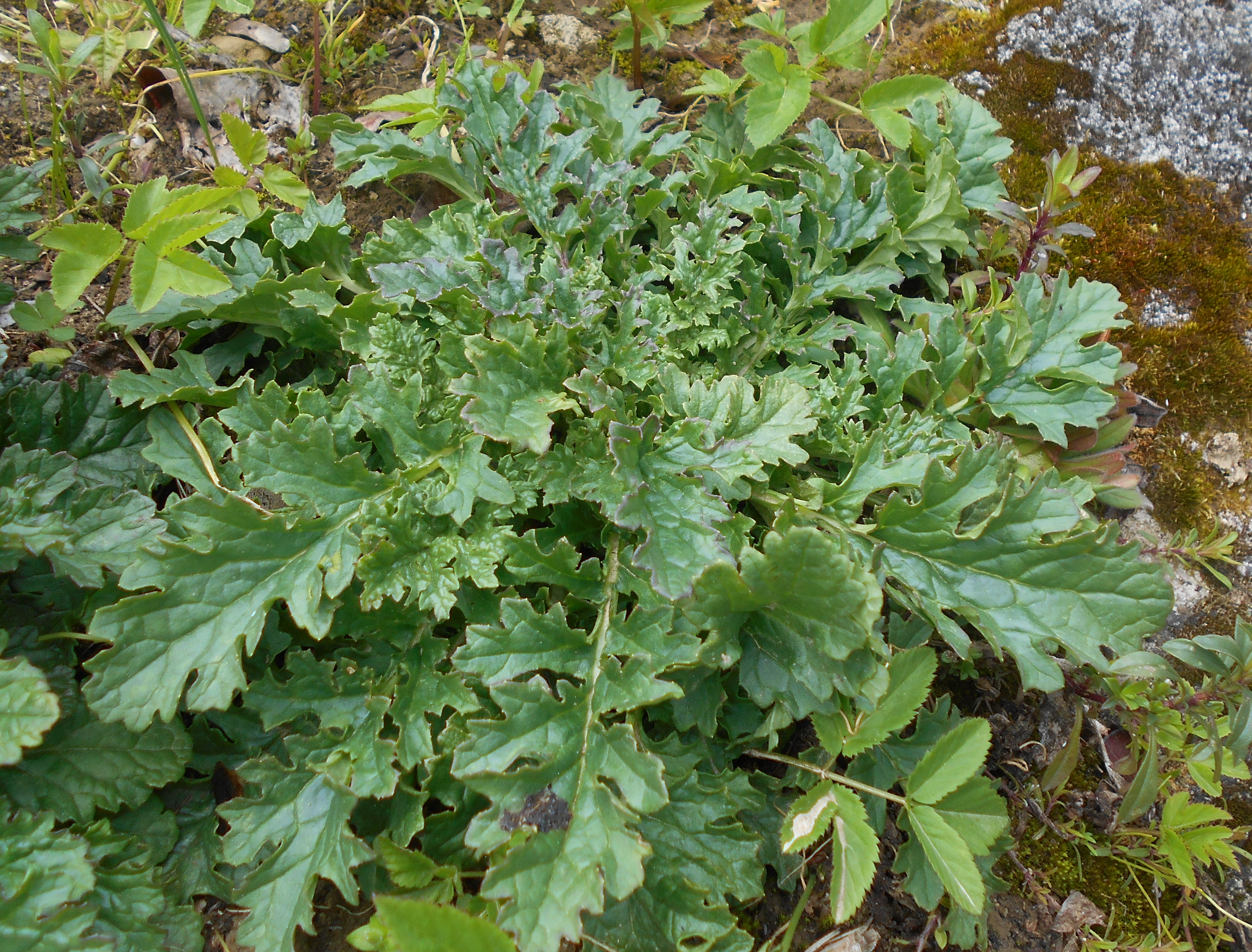
Plant
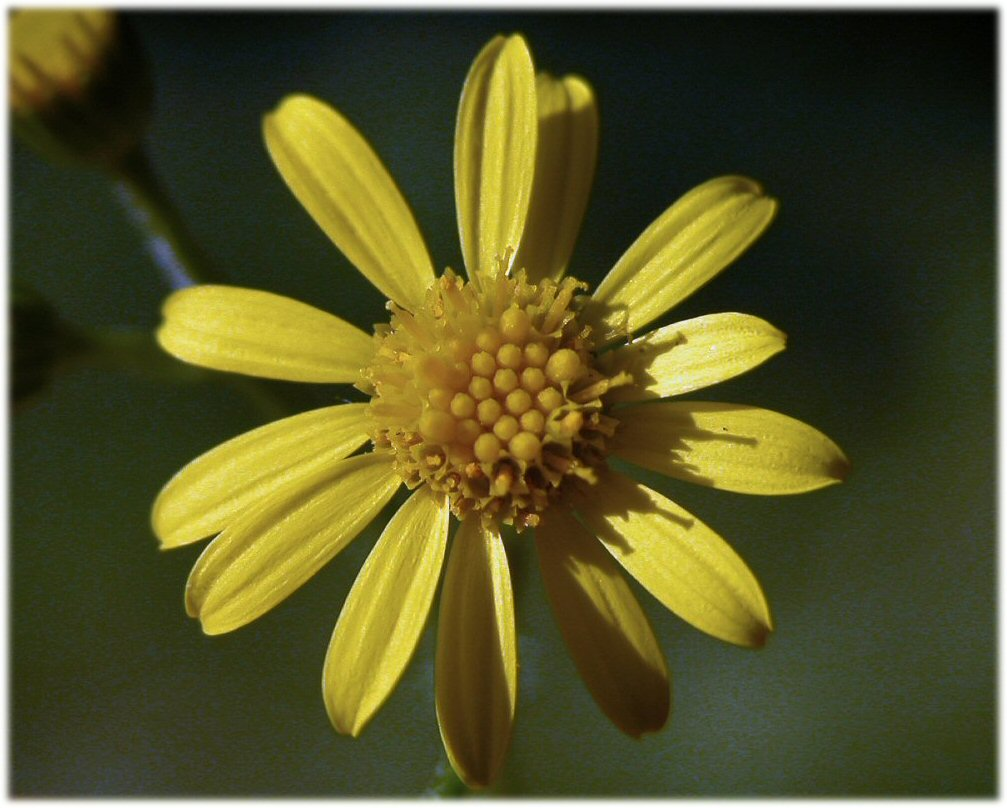
Hoofdje
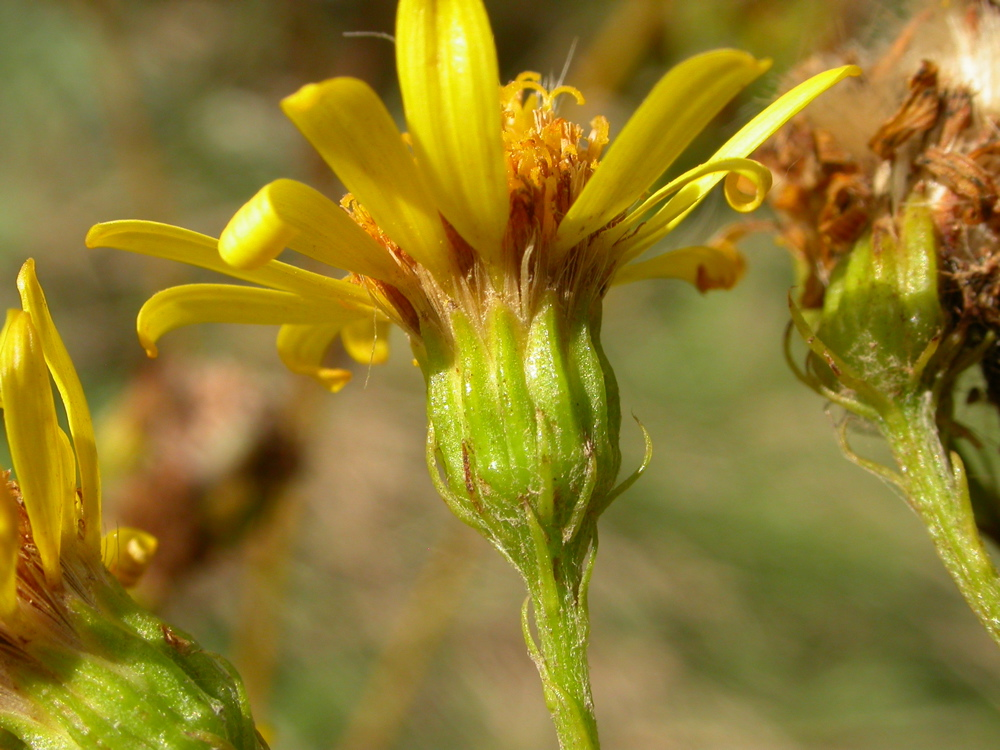
Omwindsel
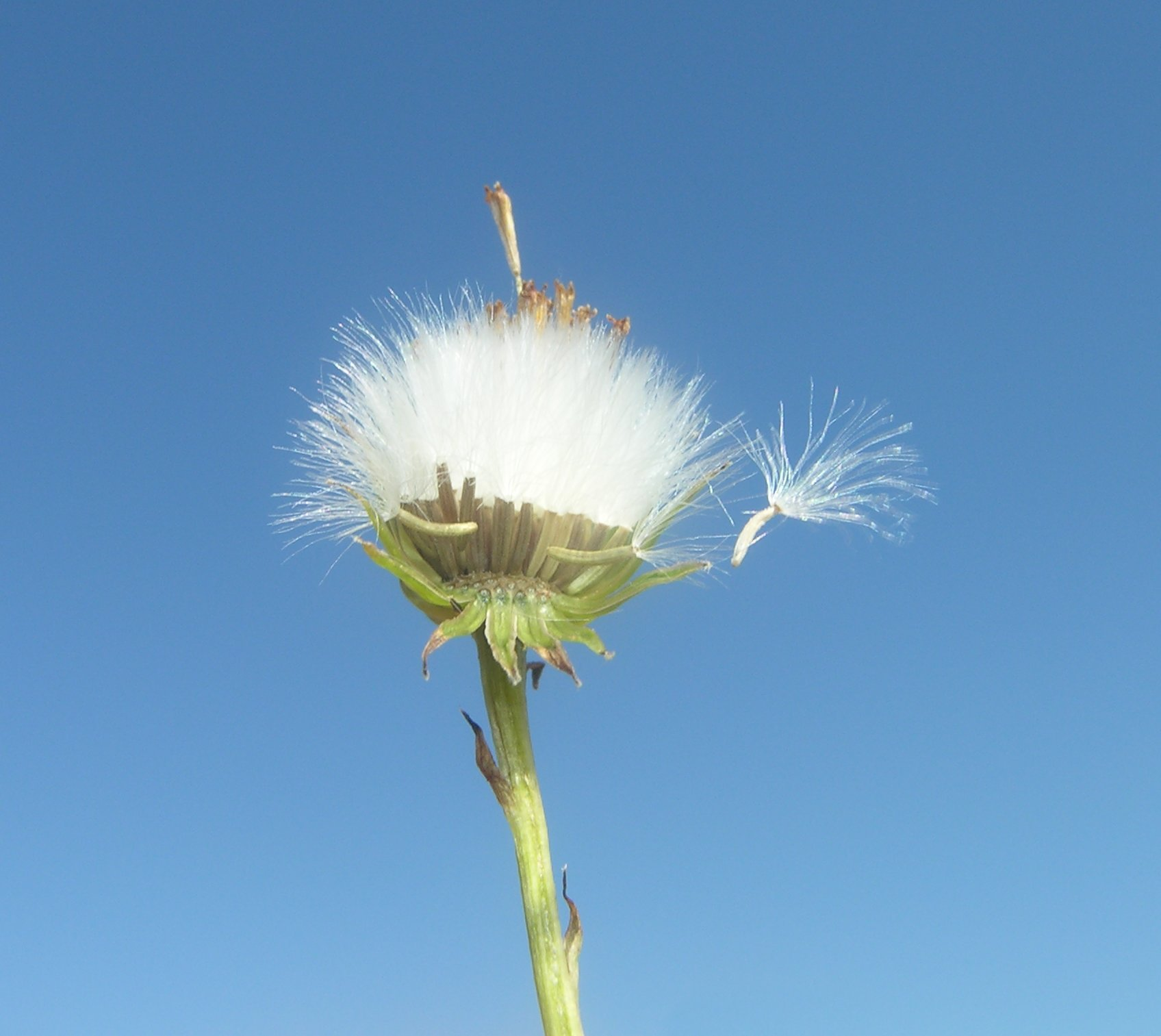
Vruchten
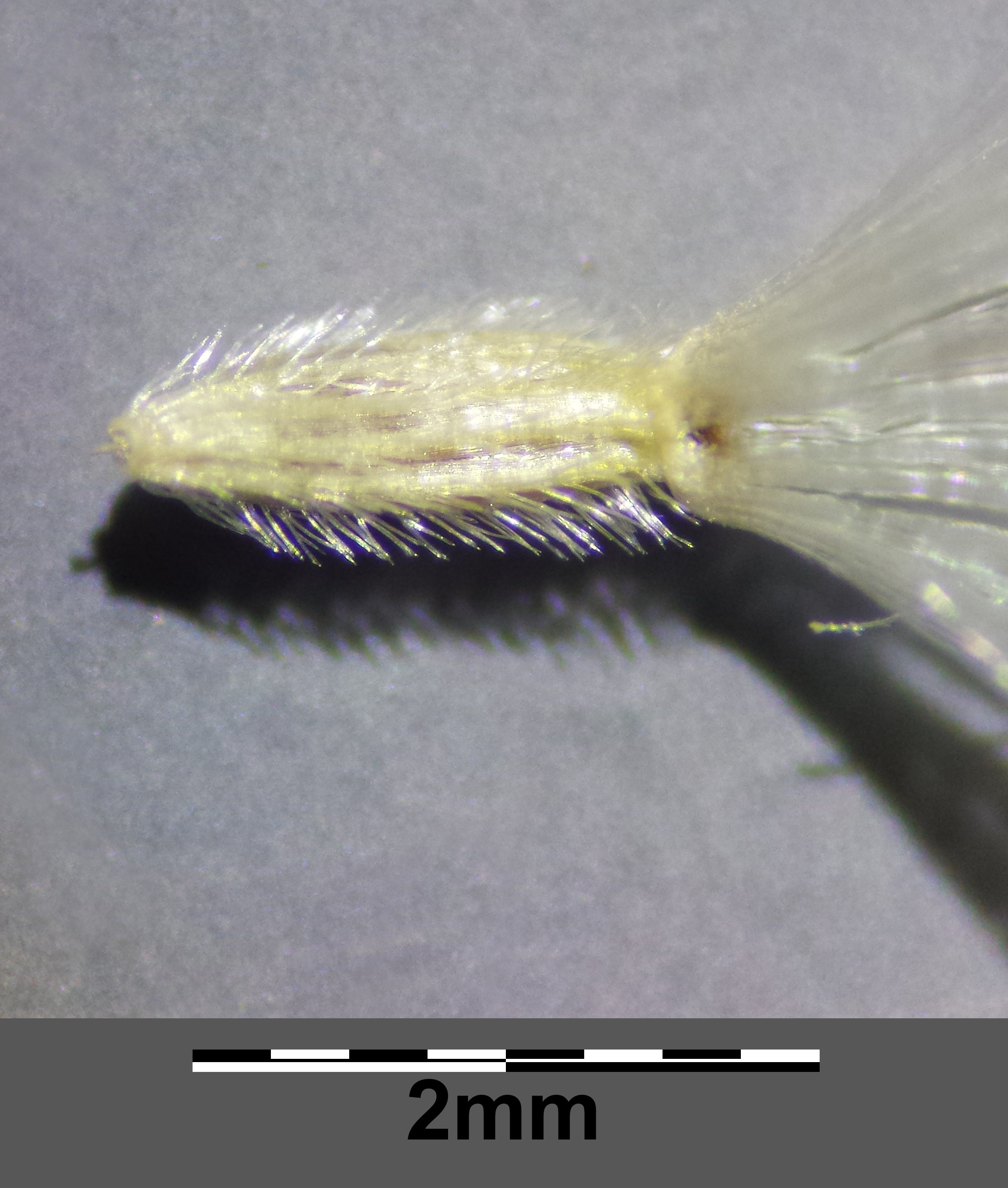
Vrucht

## Ondersoorten
- Jacobaea erucifolia subsp. erucifolia
- Jacobaea erucifolia subsp. argunensis
- Jacobaea erucifolia subsp. erucifolia
- Jacobaea erucifolia subsp. praealta
- Jacobaea erucifolia subsp. tenuifolia